# Clostridium beijerinckii
Clostridium beijerinckii è una specie di batterio appartenente alla famiglia delle Clostridiaceae.